# Phu Phek

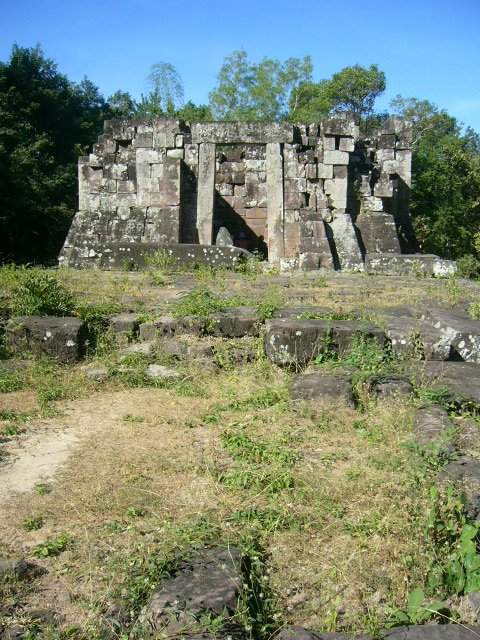

Phu Phek o Phra That Phu Phek (Montaña de Venus) es una estupa de un templo budista en ruinas en Tailandia, construido alrededor del año 1050 en la época del Imperio jemer.
Se encuentra en el tambon de Na Hua Bo, distrito de Phanna Nikhom, en la provincia de Sakon Nakhon y a 22 kilómetros de su capital. 
Se ubica a 520 metros sobre el nivel del mar, en la zona de las montañas de Phu Phan, siendo el que se sitúa más alto de los templos del Imperio jemer. Al mismo se le atribuye cierto uso pasado para la elaboración del calendario solar, alineado con otros templos. Hoy en día, hay un monasterio budista a unos 100 metros más abajo que manifiesta continuar la tradición de los antiguos templos.